# Яків Палій
Яків Палій (пол. Jakiw Palij; 16 серпня 1923, П'ядики, нині Україна — 9 січня 2019, Ален, Німеччина) — особа без громадянства, визнаний американським судом винним у сприянні знущанням з в'язнів. Його не визнали особисто відповідальним за вбивства в роки Другої світової війни, хоча звинувачували у причетності до смертей євреїв у концтаборі «Травники». Вважається останнім відомим вояком Третього Райху, котрий мешкав у США. Сам Палій заперечував свою причетність до злочинів, які йому приписували.

## Життєпис
Яків Палій народився в українській родині ймовірно 16 серпня 1923 року в селі П'ядиках, нині — Коломийського району Івано-Франківської области, Україна.

### Друга світова війна
Під час Другої світової війни Палій добровільно зголосився у гіві. У 1944 році Палій служив охоронцем у концтаборі «Травники» в окупованій Польщі. Американський суд визнав Палія винним у сприянні знущанням із в'язнів, проте не визнав особисто відповідальним за вбивства. Сам Палій визнав, що працював охоронцем в концтаборі, але відкидав причетність до злочинів нацистів. У судових матеріалах згадувалася ймовірна служба Палія в зондеркоманді, але ці звинувачення не були доведені в суді, хоча публікації в деяких медіа звинувачували Палія у причетності до злочинів нацистів, попри відсутність офіційного підтвердження цього американським судом. Карл Штрейбель, комендант концтабору «Травники», проходив судовий процес у Гамбурзі з 1972 по 1976 рік, але був виправданий..

### Життя в США
У 1949 році Палій приїхав у США, де отримав громадянство, повідомивши, що у часи війни працював у родинному господарстві в Польщі та на німецькій фабриці. У 1957 році отримав американське громадянство. Працював креслярем, поки не вийшов на пенсію. Мешкав Яків Палій з дружиною Марією у кварталі Дженсон-Гейтс, Квінз.

### Позбавлення громадянства та депортація
У 2003 році американський суд визнав Палія винним у сприянні знущанням з в'язнів, проте його не визнали особисто відповідальним за вбивства. Тоді ж федеральний суддя відкликав американське громадянство Палія.
Через рік, у 2004 році, після того, як суддя дійшов висновку, що Яків Палій надав не достовірні дані у своїй імміграційній анкеті, був виданий ордер на депортацію Палія з США. Суд вирішив депортувати Палія в Україну, Польщу чи Німеччину, але усі три країни відмовились, і він й надалі мешкав у Нью-Йорку. Палій відмовився коментувати рішення суду. Яків Палій подав апеляцію до суду, але у 2005 році її відхилили.
США неодноразово наполягали на прийнятті Палія Німеччиною, яка постійно відмовлялася це робити. Дипломатичні суперечки тривали 14 років, перш ніж було ухвалене остаточне рішення про депортацію Палія у Німеччину. Хоча Палій не був громадянином Німеччини, та докази його причетності до нацистських злочинів були відсутні, тому уряд ФРН погодився на його переїзд в країну.
21 серпня 2018 року Палія депортували у Німеччину, в місто Дюссельдорф, звідки він прибув у США. У Німеччині Палій мешкав у будинку для літніх людей в Алені.
Президент Світового конґресу українців д-р Аскольд Лозинський не погодився з рішенням федерального імміграційного суду США та назвав рішення про депортацію несправедливим.

### Смерть
Помер 9 січня 2019 року в Німеччині.